# Lista przewodniczących Rady Najwyższej Łotewskiej Socjalistycznej Republiki Radzieckiej
| #  | Imię i Nazwisko                    | Okres urzędowania    | Okres urzędowania    |
| -- | ---------------------------------- | -------------------- | -------------------- |
| 1  | Pēteris Briedis (1905-1982)        | 25 sierpnia 1940     | 14 marca 1947        |
| 2  | Aleksandrs Mazjēcis (1912-1972)    | 14 marca 1947        | 14 października 1948 |
| 3  | Pēteris Zvaigzne (1897-1963)       | 14 października 1948 | 1953                 |
| 4  | Edgars Apinis (1902-1957)          | 1955                 | 1957                 |
| 5  | Jānis Vanags (1907-1986)           | 5 czerwca 1957       | 20 marca 1963        |
| 6  | Peteris Valeskalņš (1899-1987)     | 20 marca 1963        | 7 lipca 1971         |
| 7  | Aleksandrs Mālmeisters (1911-1996) | 7 lipca 1971         | 3 lipca 1975         |
| 8  | Valentīna Klibiķe (1930-)          | 3 lipca 1975         | 29 marca 1985        |
| 9  | Aleksandrs Drīzulis (1920-2006)    | 29 marca 1985        | 27 lipca 1989        |
| 10 | Anatolijs Gorbunovs (1942-)        | 27 lipca 1989        | 3 maja 1990          |